# Sybra sapho
Sybra sapho là một loài bọ cánh cứng trong họ Cerambycidae.